# كريستيان فارغاس
كريستيان فارغاس (بالإسبانية: Christian Vargas) (8 سبتمبر 1983 في بوليفيا - ) هو لاعب كرة قدم بوليفي في مركز الدفاع. شارك مع منتخب بوليفيا لكرة القدم. أما مع النوادي، فقد لعب مع ذي سترونغيست ونادي خورخي ويلسترمان ونادي ديبورتيفو سان خوسي ونادي بلومينغ.

## وصلات خارجية
- كريستيان فارغاس على موقع إي إس بي إن إف سي (الإنجليزية)
- كريستيان فارغاس على موقع قاعدة بيانات كرة القدم.إي يو (الإنجليزية)
- كريستيان فارغاس على موقع ناشيونال فوتبول تيمز (الإنجليزية)
- كريستيان فارغاس على موقع Soccerway.com (الإنجليزية)